# CoVLP
CoVLP واسمه مشتق من بداية الجزء الأول من اسم «كورونا» والأحرف الإنجليزية الأولى من جسيمات شبيهة بالفيروس (بالإنجليزية: Virus-like particle)‏؛ هو لقاح مرشح ضد مرض فيروس كورونا، تعمل شركة الأدوية البريطانية غلاكسو سميث كلاين على تطويره وإنتاجه بالتعاون مع شركة «مديكاغو» الكندية (بالإنجليزية: Medicago Inc.)‏، وهو مخصص للإعطاء عن طريق الحقن العضلي.
هو أحد «لقاحات جسيمات شبيهة بالفيروس»، يتكون من مركب جسيم شبيه بالفيروس إلى حد كبير، ولكنه غير معدٍ لعدم احتوائه على مادة وراثية فيروسية. يستخدم بروتينات سبايك المؤتلفة المشتقة من فيروس كورونا المرتبط بالمتلازمة التنفسية الحادة الشديدة النوع 2. تُنتج الجسيمات عن طريق تكوين بكتيريا مهندسة مع جينات الفيروس، وزرعها في عشبة التبغ الأسترالية بنثاميانا، حيث تمتص العشبة بكتيريا المواد المستخرجة والمشتقة من الفيروس، وتنتج في أوراقها جسيمات شبيهة بالفيروس، ثم تُحصد وتستخلص على التوالي.
أجريت منذ أغسطس 2020، كل من المرحلة الأولى والثانية من التجارب السريرية في موقعين في الكيبك في كندا، وأعلن أن اللقاح بدأ المرحلة الثالثة في نوفمبر 2020.